# Новолуние (роман)
Вижте пояснителната страница за други значения на Новолуние.
Новолуние е роман от жанра фентъзи-романс от писателката Стефани Майър. Това е вторият роман от сагата Здрач. Тази книга, за разлика от предходната, е по-скоро за загубата на любовта. Първоначалното изданието е публикувано с твърди корици през 2006.

## Критика
Новолуние е приета със смесени чувства. Един критик от DearAuthor.com се оплаква, че Стефани Мейер описва Бела, дали нарочно или не, като егоистка, която може да съществува, само ако в живота ѝ има мъж, който да ѝ помага. Освен това той заявява, че „За голямо мое съжаление, Новолуние просто изсвистя покрай мен и ме остави да искам още“, давайки оценка на книгата – B-.

AvidBookReader.com дава на романа оценка C+ и казва: „Главната героиня и разказвач на историята, Бела, се оказва най-слабият герой в книгата и най-дразнещия;... На мен всъщност не ми пука за тийнейджърките тревоги... а нишката с върколаците остава малко неясна.“

Критик от Teenreads.com Архив на оригинала от 2008-07-01 в Wayback Machine. казва, „В средата, историята някак става провлачена, и читателите може да закопнеят за завръщането на вампирите. Но въпреки това, Новолуние ще остави феновете на Мейер без дъх, копнеейки за продължението, тъй като Бела най-после си дава сметка за всичко, което ще бъде заложено на карта, ако тя вземе крайното решение да се откаже от своята човешка природа и заживее като вампирите – вечно.“

## Корица и значение на заглавието
Оригиналната корица на Новолуние изобразява пъстро, надиплено лале. Стефани Мейер заявява, че цветето не е свързано с историята, тъй като не тя е избрала дизайна. 
Заглавието се отнася до най-тъмната фаза от лунния цикъл, така както това е най-тъмното време от живота на Бела.

## Филмова адаптация
Световната премиера на „Новолуние“ беше на 20.11.09 г., а премиерата за България на 04,12.09 г. Филмът ще бъде режисиран от Крис Уейц, а Мелиса Розенбърг се завръща като сценарист. Черновата на Новолуние вече е предадена от Розенбърг по време на откриването на Здрач. Кристен Стюарт и Робърт Патинсън отново ще бъдат в ролите на Бела Суон и Едуард Кълън.